# Construção social da tecnologia
A construção social da tecnologia (do inglês, social construction of technology, também conhecido como SCOT) é uma teoria no campo de estudos da ciência e tecnologia. Os defensores da SCOT, isto é, os construtivistas sociais - argumentam que a tecnologia não determina a ação humana, mas que, em vez disso, a ação humana molda a tecnologia. Eles também argumentam que as maneiras que a tecnologia é utilizada não podem ser entendidas sem a compreensão de como a tecnologia está inserida em seu contexto social. SCOT é uma resposta ao determinismo tecnológico e ocasionalmente é conhecido como construtivismo tecnológico.
SCOT baseia-se em trabalho realizado na escola construtivista da sociologia da ciência, e seus subtópicos incluem a teoria ator-rede (um ramo da sociologia da ciência e tecnologia) e análise histórica dos sistemas sócio-técnicos, como o trabalho do historiador Thomas P. Hughes. Líderes partidários da SCOT incluem Wiebe Bijker e Trevor Pinch.
A SCOT defende que aqueles que buscam compreender as razões para a aceitação ou rejeição de uma tecnologia devem olhar para o mundo social. Não é suficiente, de acordo com a SCOT, explicar o sucesso de uma tecnologia, dizendo que ela é "a melhor" - os pesquisadores devem olhar para a forma como os critérios de ser "a melhor" são definidos e quais grupos envolvido participam desta definição. Em particular, eles devem perguntar quem define os critérios técnicos em que o sucesso é medido, e quem está incluído ou excluído deste grupo. Os estruturalistas sociais argumentam que uma compreensão mais profunda dos fatores subjacentes à realidade social, especialmente das relações entre os atores envolvidos, são fundamentais na compreensão do porquê de uma tecnologia prevalecer em uma sociedade.
SCOT não é apenas uma teoria, mas também uma metodologia: formaliza as etapas e princípios ou conceitos a serem seguidos quando se quer analisar as causas das falhas ou sucessos tecnológicas. Assim, diversos estudos de caso tem sido realizados e argumentam como vários das tecnologias do nosso cotidiano vieram a ser popularizadas, não pela ausência de alternativas técnicas viáveis, mas pelo interesse social nelas.

## Conceitos fundamentais
Para compreensão da teoria, é importante conhecer os cinco conceitos nos quais ela está fundamentada.

### Flexibilidade interpretativa
Flexibilidade interpretativa significa que cada artefato tecnológico tem diferentes significados e interpretações entre grupos diversos. Bijker e Pinch mostram que o pneu da bicicleta significava um modo mais conveniente de transporte para algumas pessoas, enquanto que significava perturbações técnicas, problemas de tração e estética para os outros. Ciclistas profissionais, por exemplo, estavam mais preocupados com a redução de velocidade causada pelo ar do pneu. Estas interpretações alternativas geraram problemas diferentes a serem resolvidos.

### Grupo social relevante
Os grupos relevantes mais básicos são os usuários e os produtores do artefato tecnológico, mas na maioria das vezes muitos subgrupos podem ser delineados - usuários com diferentes níveis socioeconômicos, concorrentes, etc. Às vezes, existem grupos relevantes que não são nem os usuários, nem os produtores da tecnologia - jornalistas, políticos, grupos da sociedade civil, etc. (Basta pensar de mísseis balísticos intercontinentais, por exemplo) os grupos podem ser distinguidos com base em suas interpretações partilhadas ou divergentes da tecnologia em questão.

### Estrutura tecnológica
Assim como as tecnologias têm significados diferentes em diferentes grupos sociais, há sempre várias maneiras de construir tecnologias. Um projeto é apenas um único ponto no grande campo de possibilidades técnicas, refletindo as interpretações de certos grupos relevantes. Kleinman cita um estudo de Allison (1971) sobre a crise dos mísseis em Cuba, cuja origem foi rapidamente identificada pelos analistas americanos devido ao padrão trapezoidal de posicionamento destes, que seguia a orientação dos manuais Soviéticos e, desta forma, traziam consigo uma "estrutura" tecnológica.

### Contexto sociocultural e político
As diferentes interpretações, muitas vezes dão origem a conflitos entre critérios que são difíceis de resolver tecnologicamente (por exemplo, no caso da bicicleta, um problema seria como uma mulher podia andar de bicicleta de saia e aderir aos padrões de decência), ou conflitos entre os grupos relevantes (o "anti-ciclistas" fizeram lobby para a proibição das bicicletas). Diferentes grupos em diferentes sociedades constroem diferentes problemas, levando a diferentes projetos. Outros autores como Paulo N. Edwards mostra em seu livro "The Closed World: Computers and the Politics of Discourse in Cold War America"  as fortes relações entre o discurso político da Guerra Fria e os modelos de computador da época.

### Estabilização e fechamento
Ao longo do tempo, à medida que as tecnologias são desenvolvidas, a flexibilidade de interpretações e estrutura tecnológica convergem e estabilizam através de mecanismos de fechamento, isto é, mecanismos que definem qual estrutura tecnológica emergirá de fato na utilização. Exemplos de mecanismos de fechamento:
1. Encerramento retórico: Quando os grupos sociais veem o problema como sendo resolvido, a necessidade de projetos alternativos diminui. Isso é muitas vezes o resultado de publicidade;
2. Redefinição do problema: Um projeto que está no foco de conflitos pode ser estabilizado por inventar um novo problema. Os problemas estéticos e técnicos do pneu a ar diminuíram, como a tecnologia de ar para pneus de bicicletas. Pneus ainda eram considerados pesados e feios, mas forneceram uma solução para o "problema de velocidade", e este anulou preocupações anteriores.

O encerramento não é permanente. Novos grupos sociais podem se formar e reintroduzir a flexibilidade interpretativa, fazendo com que surja uma nova rodada de debate ou conflito sobre a tecnologia. (Por exemplo, na década de 1890 os automóveis eram vistos como a alternativa "verde", uma tecnologia amiga do ambiente mais limpo, para veículos movidos a cavalo, pela década de 1960, novos grupos sociais tinham introduzido novas interpretações sobre os efeitos ambientais do automóvel, provocando a conclusão oposta).

## Metodologia
Segundo a teoria de SCOT, o desenvolvimento do estudo sobre uma tecnologia pode ser orientado então por duas fases principais.
A primeira seria a de identificar os grupos sociais relevantes a serem acompanhados. Uma técnica sugerida a ser utilizada é chamada de Abordagem da Bola de Neve (snowball approach), na qual se entrevista alguns atores e a partir destes, outros atores relevantes serão reconhecidos e assim poderão também ser entrevistados, de modo que a amostra tende a crescer continuamente.
A segunda fase é a de acompanhamento dos atores, na qual buscará reconstruir as interpretações alternativas da tecnologia, analisar os problemas e conflitos que estas interpretações dão origem, e conectá-los às características de design dos artefatos tecnológicos. As relações entre os grupos, os problemas e os projetos podem ser visualizados em diagramas.

## Legado do Programa Forte de Sociologia da Ciência
No momento da sua concepção, a abordagem SCOT foi em parte motivada pelas ideias do "Programa Forte” na Sociologia da Ciência (Bloor, 1973)(Strong Programme). Em seu artigo seminal, Pinch e Bijker referem-se ao Princípio da Simetria como o princípio mais influente da Sociologia da Ciência, que deve ser aplicado em investigações históricas e sociológicas da tecnologia. Este princípio está fortemente ligado à teoria da causalidade social de Bloor.

### Princípio da Simetria
O Princípio da Simetria afirma que para explicar as origens das crenças científicas, isto é, avaliar o sucesso e o fracasso de modelos, teorias ou experiências, o historiador / sociólogo deve implantar o mesmo tipo de explicação nos casos de sucesso e de falha. Ao investigar as crenças, os pesquisadores devem ser imparciais da verdade ou falsidade dessas crenças (a posteriori atribuído), e as explicações devem ser imparciais. O “Strong Programme” adota uma posição de relativismo ou neutralismo em relação aos argumentos que os atores sociais apresentam para a aceitação / rejeição de uma tecnologia. Todos os argumentos (sociais, culturais, políticos, econômicos, técnicos) devem ser tratados da mesma maneira.
O princípio de simetria aborda o problema que o historiador é tentado a explicar o sucesso de teorias bem-sucedidas, referindo-se a sua "verdade objetiva", ou inerente "superioridade técnica", enquanto ele / ela tem mais chances de apresentar explicações sociológicas (citando a influência política ou razões econômicas) somente no caso de falhas. Por exemplo, depois de ter experimentado o sucesso óbvio da bicicleta movida à corrente por décadas, é tentador atribuir seu sucesso à sua "tecnologia avançada" em relação ao "primitivismo" da Penny Farthing (Velocípede de Rebaptisé - bicicleta cujo pedal gira diretamente a roda dianteira), mas se olharmos de perto e de forma simétrica em seu história (como Pinch e Bijker propõem), podemos ver que as bicicletas iniciais foram avaliados de acordo com padrões muito diferentes dos atuais. Os usuários da Penny Farthing (predominantemente jovens cavalheiros) avaliaram a velocidade, a emoção, e a espectacularidade da bicicleta - em contraste com a segurança e a estabilidade. Muitos outros fatores sociais (por exemplo, o estado contemporâneo de urbanismo e transporte, hábitos de vestuário das mulheres e feminismo) influenciaram e mudaram as valorizações relativas de modelos de bicicletas.

## Crítica
Em 1993, Langdon Winner publicou uma crítica influente do SCOT intitulado "Upon Opening the Black Box and Finding it Empty: Social Constructivism and the Philosophy of Technology." Nela, ele afirma que o construtivismo social é um programa de pesquisa excessivamente limitado. Ele identifica as seguintes limitações específicas no construtivismo social:
1. SCOT explica como as tecnologias surgem, mas ignora as consequências das tecnologias após o fato. Isso resulta em uma sociologia que não diz nada sobre como essas tecnologias importam no contexto mais amplo;
2. SCOT examina os grupos sociais e interesses que contribuem para a construção de tecnologia, mas ignora aqueles que não têm voz no processo, mas ainda são afetados por ela, o que resultando em uma sociologia conservadora e elitista;
3. É superficial na medida em que se concentra em como as necessidades imediatas, interesses, problemas e soluções de grupos sociais escolhidos influenciam na escolha tecnológica, mas ignora as possíveis origens culturais, intelectuais ou econômicas das escolhas sociais sobre a tecnologia;
4. Evita ativamente tomar qualquer tipo de atitude moral ou de julgar os méritos relativos das interpretações alternativas de tecnologia.

Outros críticos incluem Russell Stewart com sua carta na revista "Social Studies of Science" intitulado "The Social Construction of Artifacts: A Response to Pinch and Bijker".